# Ján Belan
Ján Belan (* 15. únor 1938) je slovenský lékař a politik, bývalý poslanec SNR za HZDS.

## Kariéra
Ve volbách v roce 1992 byl Jan Belan zvolen poslancem SNR za HZDS v Západoslovenském volebním kraji (získal 25 442 preferenčních hlasů). Byl členem Výboru NR SR pro zdravotnictví a sociální věci. Dne 17. července 1992 hlasoval pro schválení Deklarace SNR o svrchovanosti SR a 1. září 1992 podpořil i Ústavu SR. V parlamentu setrval až do předčasných voleb v září 1994. V nich opět kandidoval za HZDS, které kandidovalo v koalici HZDS – RSS. Kandidoval v Západoslovenském volebním kraji, ale poslancem nebyl zvolen (získal 1 826 preferenčních hlasů). Po odchodu z parlamentu působil jako primář v nemocnici s poliklinikou v Myjavě.
Do Národní rady Slovenské republiky se vrátil na konci roku 1996 za velmi kontroverzních okolností. Po tom, co NR SR hlasováním vzala na vědomí vzdání se mandátu poslance Františka Gauliedera, což Ústavní soud SR hodnotil jako porušení Ústavy SR, nastoupil na jeho místo. Gauliedera nahradil ve Výboru NR SR pro obranu a bezpečnost. Dále nástupem do parlamentu získal i poslaneckou imunitu, čímž se přerušilo stíhání pro vážné ublížení na zdraví, které způsobil při dopravní nehodě v době, kdy nebyl poslancem, a 2. října 1997 ho poslanci nezbavili imunity, aby mohlo trestní stíhání pokračovat. V parlamentu setrval do konce volebního období. V dalších volbách už nekandidoval.